# Kierzków (Radom)
Kierzków – dzielnica Radomia, dawniej wieś.
Znajduje się za Kozią Górą, usytuowana wzdłuż drogi krajowej nr 12. W większości niska zabudowa. Na Kierzków można dojechać autobusami linii numer 8, 5 oraz "W".
Wieś notowana już w XV wieku, jako gniazdo rodowe licznej w następnych wiekach rodziny Kierzkowskich herbu Krzywda. Z Kierzkowa wywodziła się linia rodziny Kochanowskich, pochodząca od Andrzeja (syna Dominika z Kochanowa), który był stryjecznym dziadkiem Jana Kochanowskiego, zaś w Kierzkowie osiadł na przełomie XV i XVI wieku. Prywatna wieś szlachecka Kieszków, położona była w drugiej połowie XVI wieku w powiecie radomskim województwa sandomierskiego.
Wierni Kościoła rzymskokatolickiego należą do parafii św. Stanisława w Cerekwi.